# Archie Mayo
Pour les articles homonymes, voir Mayo.
Archie Mayo, né le 29 janvier 1891 à New York et mort le 4 décembre 1968 à Guadalajara, (Mexique) est un réalisateur américain de cinéma.

## Biographie
Archibald L. « Archie » Mayo a étudié à l'université de Columbia, qu'il a quitté pour débuter une carrière de théâtre. En 1915 Archie intègre Hollywood. Son premier travail consistait à écrire des gags pour des comédies, il est ensuite devenu scénariste de courts-métrages dans les années 1920. Avec l'avènement du film parlant Archie Mayo devient réalisateur pour les studios de la Warner.
Parmi ses films notables on peut citer Au seuil de l'enfer (The Doorway to Hell) avec James Cagney en 1930, qui fixe les codes des films de gangsters, Illicit, pamphlet anti-mariage avec Barbara Stanwyck en 1931, Svengali un film dans lequel John Barrymore incarne une sorte de mage aux pouvoirs paranormaux, (1931), La Forêt pétrifiée (The Petrified Forest) en 1936 avec Humphrey Bogart et Bette Davis et Une nuit à Casablanca film délirant avec les Marx Brothers surfant sur le succès du Casablanca de Michael Curtiz.
Mayo a pris sa retraite en 1946, peu de temps après la fin du tournage de L'Évadé de l'enfer (Angel on My Shoulder) avec Paul Muni, Anne Baxter et Claude Rains.
Il est réapparu en 1968 dans l'industrie du film en tant que producteur et mourut la même année d'un cancer à Guadalajara au Mexique. Il est enterré au Hollywood Forever Cemetery.

### Vie privée
Archie Mayo a été marié à Lucille Wolfe. Le mariage a duré jusqu'au décès de celle-ci le 24 février 1945.

## Filmographie partielle
- 1927 : Johnny Get Your Hair Cut (co-réalisé avec B. Reeves Eason)
- 1928 : La Taverne rouge (The Crimson City)

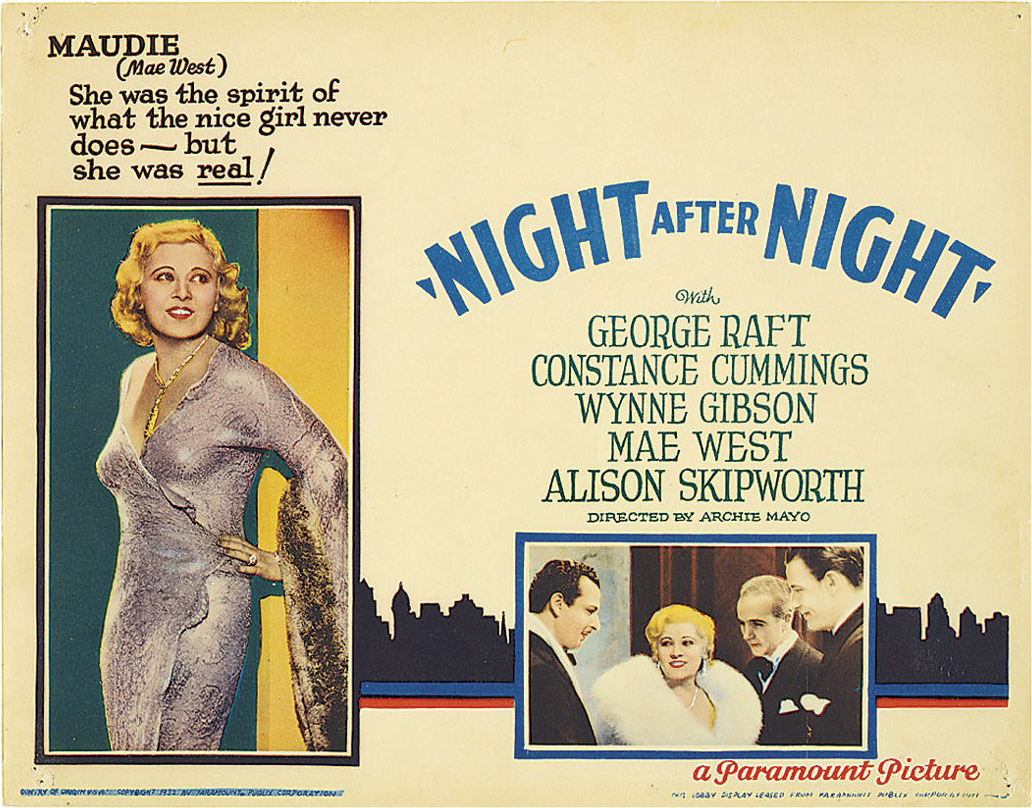
Affiche de Nuit après nuit (1932)

- 1928 : State Street Sadie
- 1928 : My Man
- 1928 : En cour d'assises (On Trial)
- 1929 : Chante nous ça (Sonny Boy)
- 1929 : The Sacred Flame
- 1930 : Au seuil de l'enfer (The Doorway to Hell)
- 1930 : Courage
- 1931 : Illicit
- 1931 : Svengali
- 1931 : Bought

- 1931 : Under 18
- 1932 : Street of Women
- 1932 : Two Against the World (en)[2]
- 1932 : Nuit après nuit (Night After Night)
- 1933 : La Vie de Jimmy Dolan (The Life of Jimmy Dolan)
- 1933 : Le Bataillon des sans-amour (The Mayor of Hell)
- 1933 : Toujours dans mon cœur (Ever in My Heart)
- 1933 : La Folle Semaine (Convention City)
- 1934 : Franc Jeu (Gambling Lady)
- 1934 : L'Homme aux deux visages (The Man with Two Faces)
- 1934 : Desirable
- 1935 : Ville frontière (Bordertown)
- 1935 : Casino de Paris (Go Into Your Dance)
- 1935 : The Case of the Lucky Legs
- 1936 : La Forêt pétrifiée (The Petrified Forest)
- 1936 : J'ai épousé un docteur (I Married a Doctor)
- 1936 : Sa vie secrète (en) (Give Me Your Heart)
- 1937 : La Légion noire (Black Legion)
- 1937 : Une journée de printemps (Call It a Day)
- 1937 : L'Aventure de minuit (It's love I am after)
- 1938 : Les Aventures de Marco Polo (The Adventures of Marco Polo)
- 1938 : Folle jeunesse (Youth Takes a Fling)
- 1939 : Mélodie de la jeunesse (They Shall Have Music)
- 1940 : Destin dans la nuit (The House Across the Bay)
- 1940 : Four Sons
- 1941 : The Great American Broadcast
- 1941 : La Marraine de Charley (Charley’s Aunt)
- 1941 : Confirm or Deny
- 1942 : La Péniche de l'amour (Moontide)
- 1942 : Ce que femme veut (Orchestra Wives)
- 1943 : Requins d'acier (Crash Dive)
- 1944 : Le Roi du swing (Sweet and Low-Down)
- 1946 : Une nuit à Casablanca (A Night in Casablanca)
- 1946 : L'Évadé de l'enfer (Angel on My Shoulder)

## Distinctions et récompenses
- Archie Mayo possède une étoile sur le Hollywood Walk of Fame.